# Dolphinholme
Dolphinholme – wieś w Anglii, w hrabstwie Lancashire, w dystrykcie Lancaster. Leży 66 km na północny zachód od miasta Manchester i 326 km na północny zachód od Londynu.